# Marisa Abad
María Luisa Abad Izquierdo (Alcoy, Alicante, 13 de mayo de 1947) es una presentadora española de televisión, que alcanzó gran popularidad en los años 70 y 80. La mayor parte de su carrera se desarrolló en Televisión Española.

## Biografía
Nacida en Alcoy hace 77 años, vivió en la calle Sant Bonaventura de la misma localidad y estudio en el Colegio Esclavas de Alcoy. Trabajó como enfermera hasta que se casó en 1968 y al año siguiente ya hacia anuncios publicitarios para Televisión Española. En 1972 dio sus primeros pasos como modelo publicitaria, profesión que ejercería durante tres años y medio. Generalmente le encomendaban papeles de ama de casa, anunciando productos de limpieza y cocina. Puso imagen entre otros productos al detergente Dixán y a los cacahuetes Antiu Xixona. 
Más adelante debutó como azafata del concurso La gran ocasión en 1973, junto a Miguel de los Santos. En 1974 participó en ¡Señoras y señores!, espacio de variedades, en la versión dirigida por José María Quero. A mediados de los 70 fue una de las nuevas incorporaciones al equipo de locutores de continuidad, junto con Isabel Borondo, Lola Martínez, etc.
Presentó el concurso Gente joven entre 1975 y 1978, el magacín Gente del sábado con Tico Medina en 1977, el programa 300 millones a principios de 1979 o 625 líneas ese mismo año. En 1980, compartió la presentación del magacín Cosas con Joaquín Prat y Mónica Randall. Y en 1981, junto a Jesús María Amilibia se puso al frente del primer programa de crónica social en la historia de la televisión en España, titulado Bla, bla, bla.
También presentó en 1984 un programa sobre la quiniela hípica Al galope, junto a Daniel Vindel y el programa sobre cine De película en 1988.
Desde 1990 es sobre todo reconocida por su voz, pues retransmitió hasta su jubilación anticipada en 2007, los sorteos de Lotería Nacional y muy especialmente se la identificaba con la retransmisión cada 22 de diciembre, del Sorteo Extraordinario de Navidad. 
En lo referente a su vida personal, contrajo matrimonio el 28 de diciembre de 1968 a los 21 años con Alejandro Hernández, ejecutivo de una financiera. Tuvieron tres hijos: Alejandro, Belén y Sergio. El matrimonio se separó el 3 de febrero de 1986. Posteriormente contraería matrimonio con Octaviano Griñán Martínez (hermano del expresidente de la Junta de Andalucía, José Antonio Griñán Martínez) y director del programa Al galope que ella presentaba.

## Premios
En 1978 se le concedió el Premio Ondas y en 1981 recibió el Premio TP de Oro, por el programa Cosas.